# Verkehrsentwicklungsplan
Ein Verkehrsentwicklungsplan (kurz VEP) oder Generalverkehrsplan bzw. Gesamtverkehrsplan ist ein Instrument der Verkehrsplanung. Er wird in der Regel auf Ebene von Städten oder Regionen, teilweise auch auf gesamtstaatlicher Ebene erarbeitet und enthält Ziele und Maßnahmen im Bereich der Verkehrsentwicklung.

## Inhalt und Ziel
Inhaltlich legt der Verkehrsentwicklungsplan Leitbilder, Strategie, Ziele und Maßnahmen für die Entwicklung und den Ausbau der Verkehrsinfrastruktur fest und dient als Orientierungspunkt für Politiker, Planer und Bürger. Der Planungshorizont kann unterschiedlich ausfallen, beträgt in der Regel jedoch 10 bis 20 Jahre. Übergeordnetes Ziel des Verkehrsentwicklungsplans ist meist das Vermindern, Verlagern und Steuern des Verkehrsaufkommens einer Stadt oder Region. Auf diesem Wege soll die Lebensqualität erhöht und der Umweltschutz forciert werden.
Grundlage für die Aufstellung der Verkehrsentwicklungsplanung sind verlässliche Daten der Einwohner- und Mobilitätsstatistik. Aus diesen Daten lassen sich Prognosen erstellen, welche die Entwicklung aufzeigen. Wesentlich ist die Koordination des Verkehrsentwicklungsplans mit anderen städtischen Planungen, insbesondere der Siedlungsplanung (in Deutschland: Bauleitplanung), sowie mit Planungen auf räumlich übergeordnetem Maßstab ebenso wie jenen von Nachbarregionen. Anders als viele Plandokumente der räumlichen Gesamtplanung und der Fachplanung haben kommunale Verkehrsentwicklungspläne in Deutschland jedoch keine explizite gesetzliche Grundlage und stellen eine freiwillige Aufgabe der Kommunen dar. Sie müssen jedoch, falls vorhanden, als „sonstige städtebauliche Planung“ bei der Aufstellung von Bauleitplänen berücksichtigt werden.
Verkehrsentwicklungspläne sind in der Regel verkehrsträgerübergreifend. Pläne speziell für den Bereich des Öffentlichen Personennahverkehrs werden als Nahverkehrsplan bezeichnet.
Die Europäische Union (EU) strebt an, für Großstädte als Knoten in Transeuropäischen Netzen die Aufstellung von Nachhaltigen Urbanen Mobilitätsplänen (SUMP, englisch Sustainable Urban Mobility Plan) bis 2027 vorzuschreiben. Dabei handelt es sich im Wesentlichen um auf Nachhaltigkeitsaspekte fokussierten Verkehrsentwicklungspläne.

## Beispiele
In München wurde der Verkehrsentwicklungsplan am 15. März 2006 durch den Stadtrat beschlossen. Das Nachfolgedokument wird als „Mobilitätsplan“ bezeichnet, umfasst inhaltlich aber ähnliche Bestandteile.
Der Verkehrsentwicklungsplan Bremen 2025 wurde am 23. September 2014 von der Bremischen Stadtbürgerschaft, beschlossen.
Der deutsche Bundesverkehrswegeplan Rahmenprogramm der Bundesregierung und wurde in der geltenden Fassung für 2030 am 3. August 2016 beschlossen.
Österreich hat im Jahr 2012 einen Gesamtverkehrsplan aufgestellt, „der die Ziele und Leitlinien der österreichischen Verkehrspolitik bis 2025 formuliert.“